# Shimano Biopace

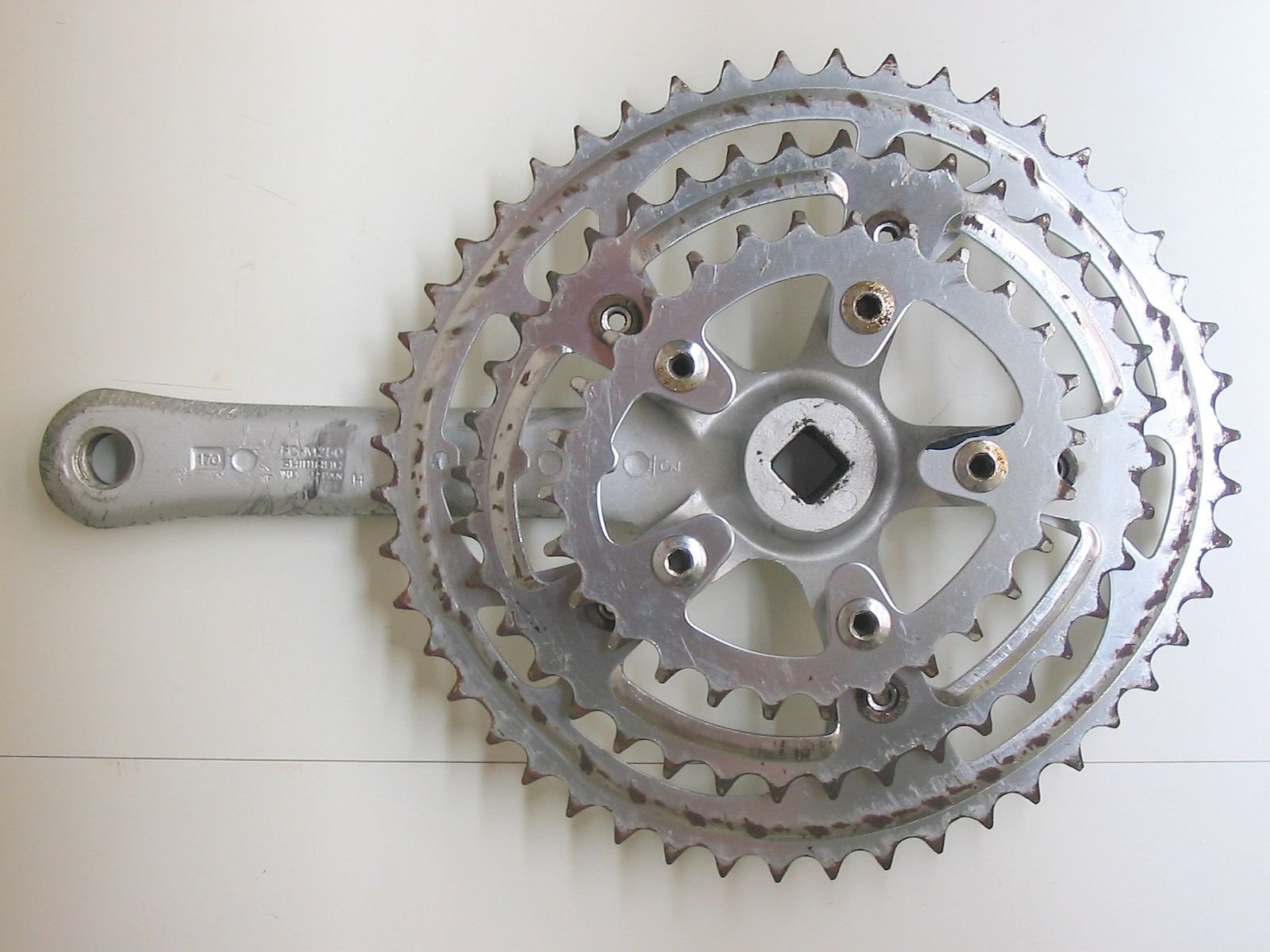
Biopace-Kettenblätter

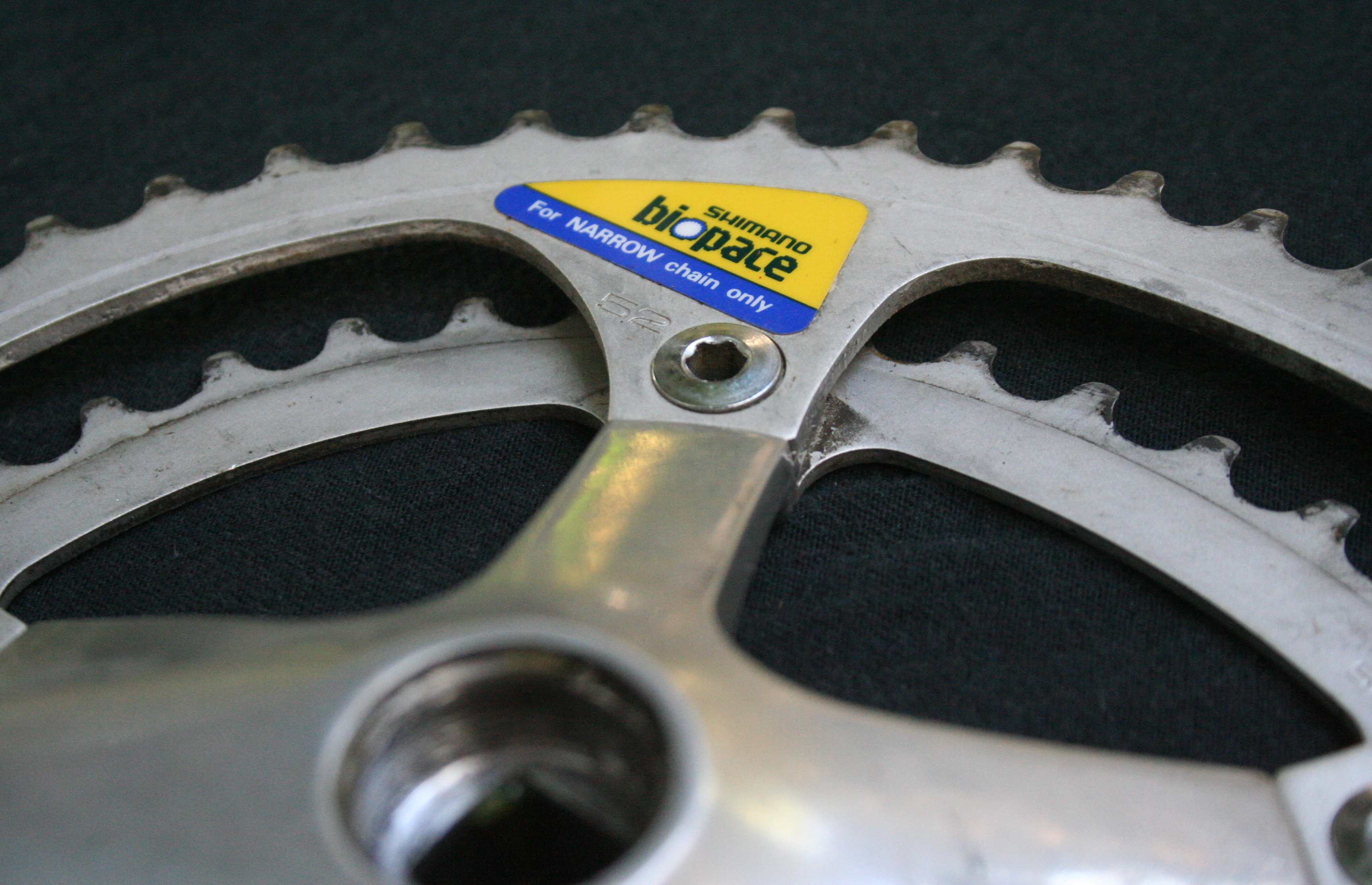
Shimano-Exage-500-Kurbel mit Biopace-Kettenblättern

Biopace war eine von 1983 bis 1993 in Deutschland eingetragene Marke der japanischen Firma Shimano und bezeichnete Kettenblätter für Fahrräder mit Kettenschaltung, die nicht kreisrund, sondern oval sind.

## Prinzip
Mit der unrunden Form des Kettenblattes sollte berücksichtigt werden, dass die Krafteinleitung über die Tretkurbel über eine Umdrehung des Kettenblattes gesehen periodisch erfolgt. Den Verlauf der Krafteinleitung an der Tretkurbel bezeichnet man als Tretzyklus. Die maximale Kraft wird im vorderen Quadranten des Trittkreises eingeleitet. Messdaten belegen, dass die maximale vortriebswirksame Kraft tatsächlich vor der 3 Uhr-Stellung und nach vorne-unten gerichtet aufgebracht wird, und dass dies aus physikalischen Gründen sinnvoll ist. Umgekehrt wird vom Fahrer nur ein vergleichsweise kleines Moment auf die Tretlagerwelle aufgebracht, wenn sie sich in der senkrechten Stellung, also im oberen bzw. unteren Totpunkt (OT bzw. UT), befindet.
Bei Biopace wirkt in der 3-Uhr-Position ein verkleinerter Teilkreisdurchmesser, sodass man mit einem Gang mit kleinerer Übersetzung fährt.
Die Form eines Biopace-Kettenblattes entspricht annähernd einer Ellipse, wobei im montierten Zustand die größere der beiden Hauptachsen in etwa in Richtung der Tretkurbel liegt. Shimano selbst bezeichnete die Form als „punktsymmetrische eiförmige Krümmung“.
Die unrunden Kettenblätter wurden jahrelang an zahlreichen Neurädern und auch einzeln bzw. mit Kurbeln angeboten, konnten sich jedoch letztlich nicht durchsetzen. Sie wurden Anfang der 90er Jahre von Shimano aus dem Programm genommen.

## Versionen
Im Laufe der Jahre gab es verschiedene Versionen von Biopace-Kettenblättern. Alle wurden – je nach Qualitätsstufe des Kurbelsatzes – aus Stahl (mattchrom oder schwarz) oder Aluminiumlegierung (ungefärbt, später auch grau, braun, silber und schwarz) gefertigt.
- Biopace: „original“ Biopace, erste Generation
- Biopace II: zweite Generation, wurde etwas „runder“ konzipiert, nachdem von Radrennprofis und Enthusiasten schlechte Effizienz bei hohen Trittfrequenzen bemängelt wurde („Hüpfen am Sitz“)
- Biopace HP (High Performance): Form noch etwas runder als Biopace II
- Biopace SG (Super Glide): wurde für schmalere Ketten entwickelt, außerdem gab es Änderungen an den Kettenblättern zugunsten leichtgängigeren Schaltens (2 Rampen am großen Ring sowie modifizierte Zähne auf den kleineren Kettenblättern)

Shimano empfahl damals, für optimales Schalten die Kombination 44-50T sowie 38-48T von mittlerem und äußerem Kettenblatt zu wählen. Außerdem riet der Hersteller davon ab, ovale (Biopace) und runde Kettenblätter am selben Kurbelsatz gemischt einzusetzen.

## Markenrecht
Die Marke BIOPACE wurde von Shimano beim Deutschen Patent- und Markenamt am 7. Juni 1983 für die Klasse 12 (Fahrräder und deren Teile) und am 9. August 1983 für die Klasse 28 (Turn- und Sportgeräte) eingetragen. Beide Marken sind mittlerweile nicht mehr in Kraft.

## Ähnliche/Aktuelle Konzepte und Weiterentwicklungen
Die Idee ovaler Kettenräder gab es bereits in den frühen 1920er Jahren, sie wurde immer wieder aufgegriffen, konnte sich aber nicht durchsetzen. Erst mit Biopace wurde eine nennenswerte Verbreitung erreicht. Das Konzept der Kettenblätter mit variablem Durchmesser wurde in den 1990er und 2000er Jahren von anderen Herstellern weitergeführt. Von Biopace unterscheiden sie sich u. a. dadurch, dass bei größter Kraftentfaltung, d. h. bei waagrechter Pedalstellung der maximale Kettenblattdurchmesser wirksam wird, da dieser genau senkrecht zum Kurbelarm steht und nicht versetzt wie bei Biopace.
Asymmetrische Kettenblätter finden aktuell vereinzelt auch im Triathlon und Profiradsport Einsatz.
- Stronglight produziert seit den 1990er-Jahren ovale Kettenblätter, aktuell unter dem Namen O.SYMETRIC. Die z. B. im Zeitfahren von Bradley Wiggins eingesetzten Kettenblätter mit 54-Zähnen haben einen zwischen umgerechnet 58 Zähnen in horizontaler Pedalposition und 50 Zähnen in vertikaler Pedalposition schwankenden Durchmesser. Durch die im Vergleich mit Biopace noch stärkere Abweichung von der Kreisform verursacht das beim Fahren eine hörbare Geräuschentwicklung.[6]

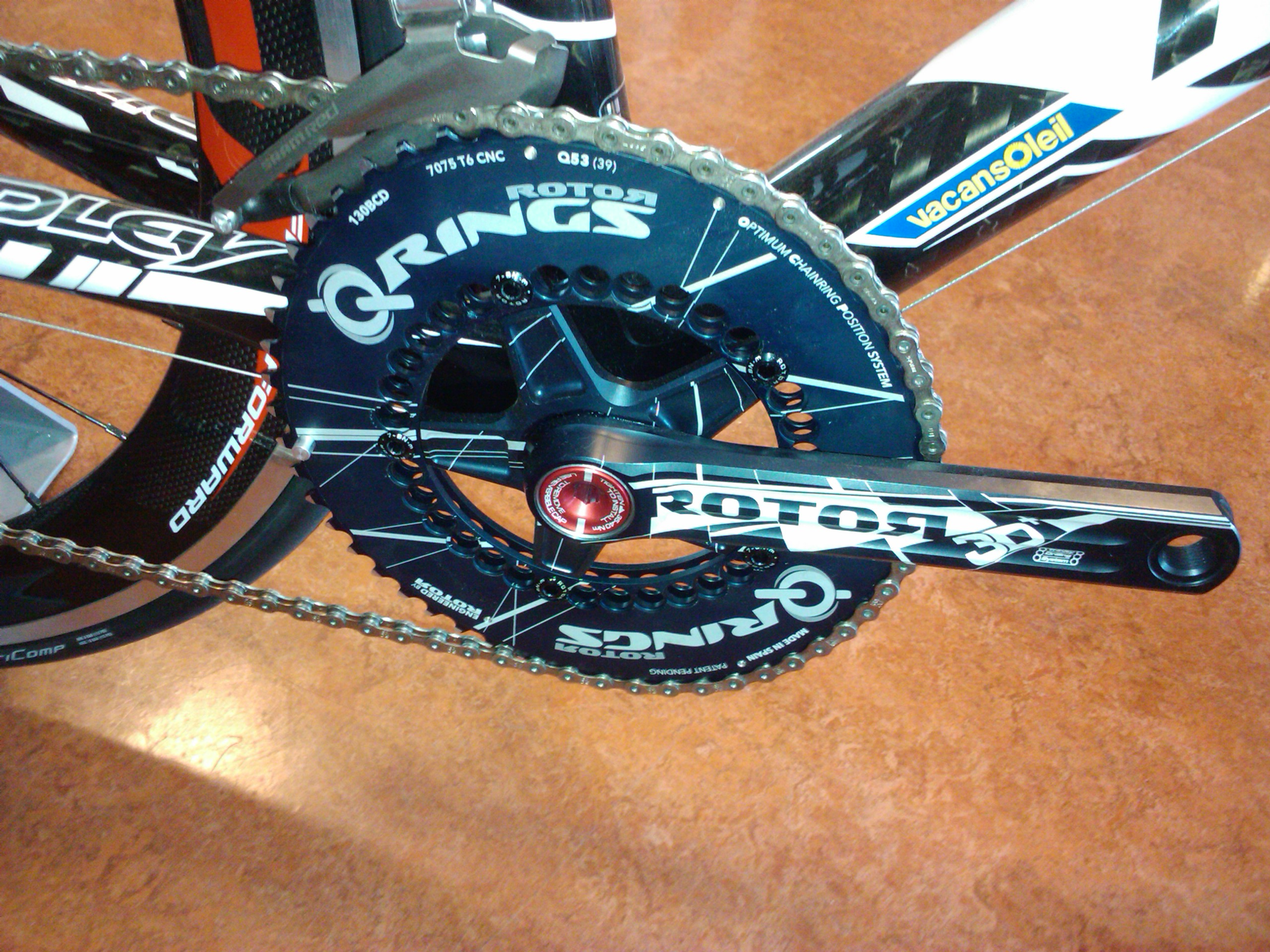
Rotor Q-Ring. Gut sichtbar sind die zahlreichen Montagepunkte zur Einstellung der Achse.

- Rotor Q-Ring. Gut sichtbar sind die zahlreichen Montagepunkte zur Einstellung der Achse.Die sogenannten Q-Rings-Kettenblätter der Firma ROTOR sind konstruktiv ähnlich wie Osymetric, d. h. der maximale Durchmesser liegt senkrecht zur Pedalachse. Manche Kettenblätter lassen durch mehrere versetzte Montagelöcher eine Einstellung der Hauptachse des Ovals zu. In der mittleren Einstellung hat ein Kettenblatt mit 53 Zähnen einen analogen Durchmesser von umgerechnet 56 Zähnen in horizontaler Pedalposition und 51 Zähnen in vertikaler Pedalposition. Sie werden unter anderem von Bobby Julich eingesetzt.[7]
- Auch der französische Hersteller von Antriebskomponenten, Spécialités TA, führt nicht-runde Kettenblätter in seinem Programm.[8]

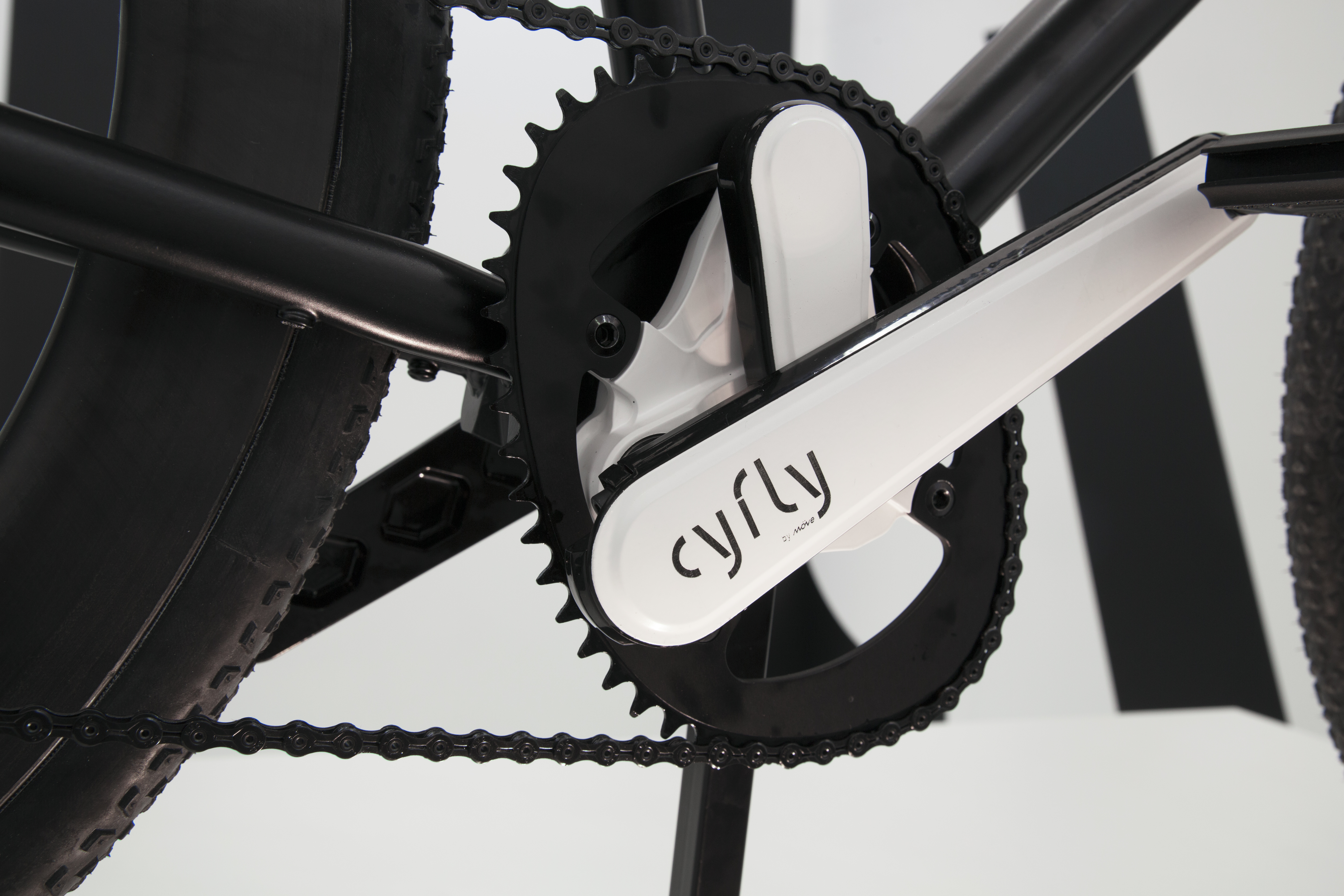
Der cyfly-Antrieb bei seiner Einführung.

- Der Cyfly-Antrieb ist eine ovale Mehrgelenktretkurbel der Firma Möve Bikes, die seit 2017 in deren Fahrrädern verbaut wird[9].